# John Bradbury (drummer)

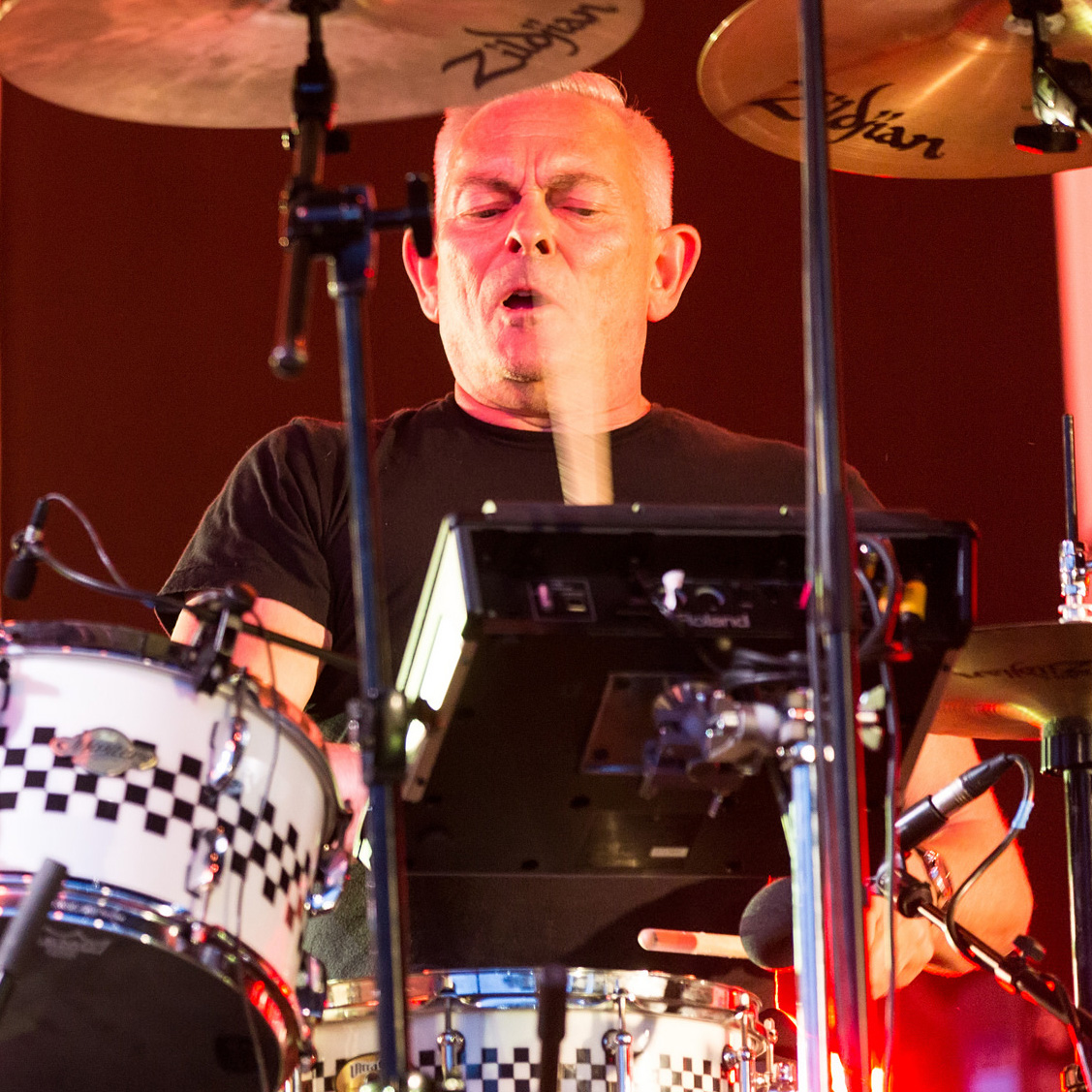
John Bradbury bij een concert van The Specials in 2015

John Bradbury, ook wel Brad of JB genoemd (16 februari 1953, Coventry - 29 december 2015), was de drummer van de Britse skaband The Specials. 

## Biografie
Bradbury begon op achtjarige leeftijd met drummen; via zijn drie oudere zussen kwam hij in aanraking met Northern soul, obscure Motown-achtige soulmuziek zoals die in de jaren 60 en 70 werd gedraaid in de Noord-Engelse clubs.
Nadat hij enige tijd als leraar had gewerkt ontmoette Bradbury de latere leden van de Specials. Begin 1979 sloot hij zich aan bij deze band als vervanger van Silverton Hutchinson die liever reggae speelde dan ska. Bradbury vervulde een belangrijke rol in de totstandkoming van het imago van de Specials als multiculturele skaband met sociaal-politieke teksten; onder andere de debuutsingle  Gangsters en Nite Klub waren mede van zijn hand.                         
De Specials golden samen met Madness en The Selecter als de kopstukken van de ska-revival die destijds in gang werd gezet via het 2 Tone-label van toetsenist/oprichter Jerry Dammers. Nadat de klassieke bezetting in 1981 met ruzie uiteenviel bleef Bradbury met Dammers samenwerken in The Special AKA dat drie jaar later de wereldhit Free Nelson Mandela uitbracht en kort na de release van het moeizame album In The Studio door geldgebrek werd opgeheven. Bradbury vormde intussen de soulband JB All Stars waarmee hij  in 1986 de laatste 2 Tone-single Alphabet Army uitbracht. Daarna ging hij platen produceren voor nieuwe skabands als Maroon Town en The Loafers.
Ondertussen verlangde Bradbury terug naar de goede oude tijd en deed hij in 1990 een poging om de Specials weer bij elkaar te krijgen.             Alleen Neville Staple, Lynval Golding en Horace Panter toonden belangstelling, hetgeen resulteerde in de supergroep Special Beat; de overige leden waren afkomstig van The Beat (Ranking Roger) en The Loafers. Special Beat was aanvankelijk bedoeld voor een eenmalige tournee door Amerika, maar bleef uiteindelijk tot 1993 bij elkaar. Tijdens de laatste tournee - ook door Amerika - was Bradbury tevens invaldrummer bij de heropgerichte Selecter. Daarna hield hij de muziekwereld voor gezien en werkte hij jarenlang bij een Londens ICT-bedrijf. 
In 2009 kwamen de originele Specials (zonder Dammers) weer bij elkaar; na zes jaar alleen maar de oude hits te hebben gespeeld was er sprake van om nieuw materiaal op te nemen. Bradbury zag deze plannen met vertrouwen tegemoet, maar kwam op 29 december 2015 onverwachts te overlijden. Gary Powell van rockband The Libertines nam bij de optredens van oktober 2016 plaats achter de drums.
- MusicBrainz: 7904284f-67cd-4018-9a90-8696a5c9b01a
- Nationale Bibliotheek van Tsjechië: xx0217272
- Virtual International Authority File: 6075151002119230280006